# Yangpu
Yangpu  (en chino:杨浦区, chino tradicional:楊浦區,pinyin:Yángpǔ qū,literalmente:Bahía del álamo) es uno de los 18 distritos de la ciudad de Shanghái, República Popular China. Localizado al norte de la ciudad, tiene una superficie de 60.7 kilómetros cuadrados y una población de 1.31 millones. El Río Huangpu fluye por este distrito,el cual le hace frontera con el distrito de Pudong.

## Administración
El distrito de Yangpu se divide en 1 poblado y 11 subdistritos.
- Poblado Wǔjiǎochǎng (五角场镇)
- Subdistrito Dìnghǎilù (定海路街道)
- Subdistrito Dàqiáo (大桥街道)
- Subdistrito Píngliánglù (平凉路街道)
- Subdistrito Jiāngpǔlù (江浦路街道)
- Subdistrito Kòngjiānglù (控江路街道)
- Subdistrito Yīnxíng (殷行街道)
- Subdistrito Zhǎngbáixīncūn (长白新村街道)
- Subdistrito Yánjíxīncūn (延吉新村街道)
- Subdistrito Wǔjiǎochǎng (五角场街道)
- Subdistrito Sìpínglù (四平路街道)
- Subdistrito Xīnjiāngwānchéng (新江湾城街道)